# Carica cava

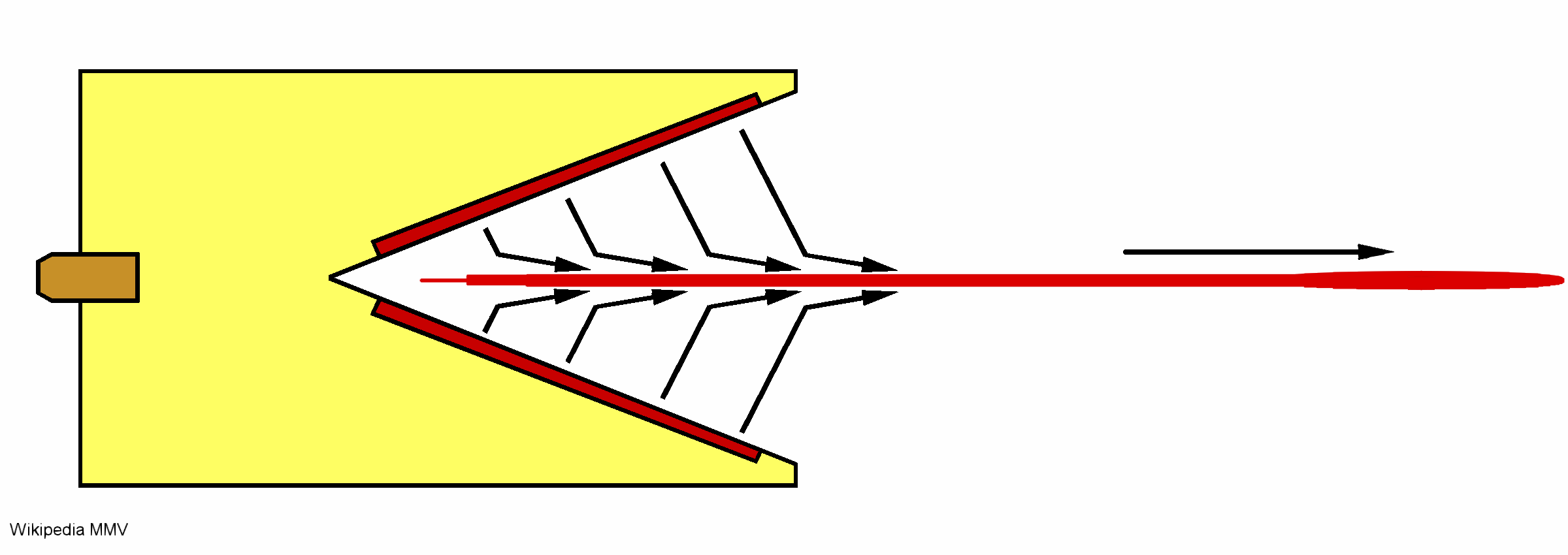
Schema di funzionamento di una carica cava. A sinistra, è visibile il detonatore. A destra, è visibile la cavità conica praticata nell'esplosivo, dalla quale, al momento della detonazione, si sviluppa un getto perforante di particelle ad alta velocità, temperatura e pressione.

La carica cava è un tipo di carica esplosiva perforante che si basa sull'effetto Munroe ed è usata principalmente nelle munizioni anticarro e nell'industria delle demolizioni.
In balistica questo effetto viene chiamato "effetto Neumann", dal nome di chi per primo utilizzò questo principio per la costruzione di munizioni dal forte potenziale perforante.

Schema di funzionamento di una carica cava (animazione 2D).

Alla fine del XIX secolo Munroe aveva scoperto che le lettere impresse sui panetti di esplosivo usati per demolire o tranciare strutture metalliche avevano un singolare effetto sul metallo, imprimendosi sulle lastre.
Munroe si rese conto che una carica di tritolo sagomata, anziché disperdere la propria potenza esplosiva in maniera omnidirezionale, la concentrava nella cavità praticata in precedenza sulla carica stessa, a seconda della sua forma. Il principio venne perfezionato da Egon Neumann che nel 1910 scoprì l'efficienza dell'esplosivo sagomato con una cavità conica nella perforazione delle lastre metalliche.
Il principio venne così applicato alle testate perforanti. Praticando una cavità conica o iperbolica in un cilindro di esplosivo dotato di una spoletta che la facesse esplodere all'opportuna distanza dal bersaglio, si poteva concentrare la forza dell'esplosione contro un punto di esso e causare quindi una temperatura e sovrapressione tale da praticare un foro in una lastra metallica o in una parete di cemento. Subito dopo l'impatto con la corazza di un carro, l'esplosione generata dalla spoletta posteriore del proiettile d'artiglieria genera un dardo di fuoco ad alta velocità con temperature superiori ai 2000 °C. Dal punto di vista militare l'effetto sull'interno del bersaglio è potenzialmente devastante: innalzamento della temperatura, investimento degli occupanti del bersaglio da parte di frammenti di metallo fuso o di cemento, esplosione di eventuali munizioni e carburanti. Dal punto di vista ingegneristico questo consente di creare cariche di demolizione di dimensione contenuta e mirata all'oggetto da demolire, perforare o tranciare.

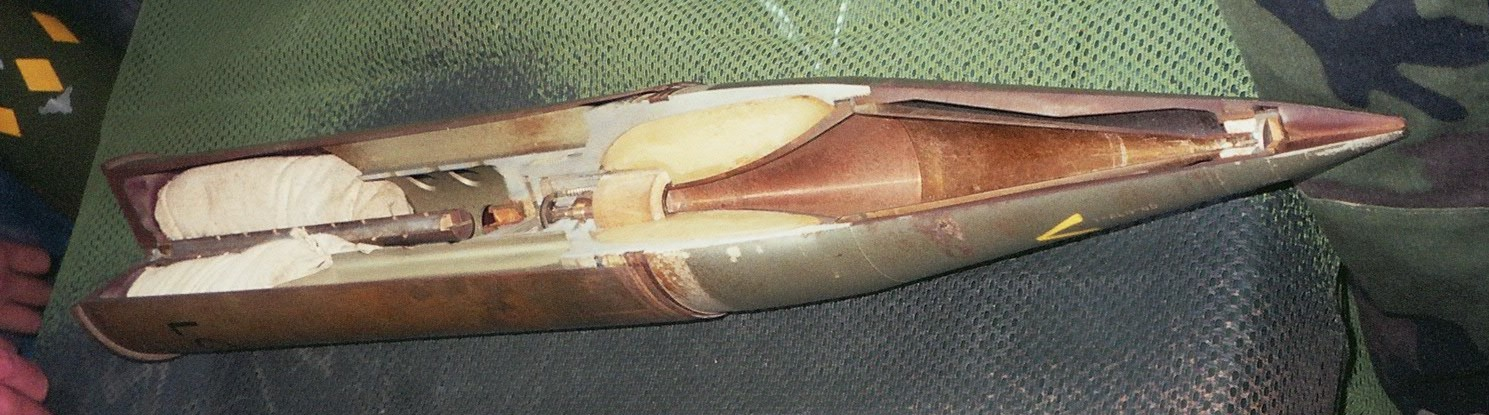
Proiettile d'artiglieria a carica cava, sezionato a scopo illustrativo.

Il migliore funzionamento della carica cava veniva offerto da proiettili a bassa velocità, quindi essa trovò larghissima applicazione sulle armi a razzo e sui lanciagranate, in particolare quelli anticarro individuali per la fanteria (inizialmente bombe da fucile, poi Bazooka, Panzerfaust, PIAT, Lunge AT-mine, ecc.).
Un ulteriore sviluppo venne dalla scoperta che rivestendo la cavità interna di metallo (rame, alluminio) si poteva assicurare maggiore efficienza energetica e causare un maggiore scarico di energia sul metallo, collassandone la struttura con pressioni anche di oltre 1.000 t/cm².
Nel contrasto a queste armi si sono sviluppate corazze più perfezionate, in particolare quelle spaziate, quelle reattive e quelle multimateriali.